# Attentati ai bus di Immanuel
Gli attentati ai bus di Immanuel furono due attacchi da parte di militanti palestinesi contro civili israeliani in un insediamento israeliano in Cisgiordania, avvenuti il 12 dicembre 2001 e il 16 luglio 2002. 11 passeggeri rimasero uccisi nel primo attacco e 30 feriti, mentre le vittime del secondo furono 9, oltre a 20 feriti.
Le Brigate Ezzedin al-Qassam rivendicarono il primo attacco.

## Il primo attentato
Il 12 dicembre 2001, tre militanti palestinesi armati posizionarono due bombe sul ciglio della strada accanto alla strada che porta all'insediamento ebraico di Immanuel, dopodiché tesero un'imboscata a un autobus in viaggio da Bnei Brak.
Subito dopo, una linea di autobus 189 Dan non corazzata, diretta a Immanuel da Bnei Brak, si avvicinò al sito mentre le due bombe esplosero. L'autobus, che fu gravemente danneggiato dalle esplosioni, continuò a guidare per diverse centinaia di metri fino a quando non fu fermato. Immediatamente dopo, uno dei militanti si avvicinò all'autobus, vi lanciò bombe a mano all'interno e sparò con armi leggere sui passeggeri e sui veicoli che arrivavano al sito, mentre i passeggeri cercavano di fuggire dall'autobus. Anche i passeggeri di altri tre veicoli che viaggiavano su questa strada in quel momento furono colpiti.
Poco dopo, i tre aggressori spararono sulle auto vicino all'insediamento e sui soccorritori che cercavano di aiutare le vittime. Un uomo armato venne investito da una jeep dell'esercito e poi ucciso a colpi d'arma da fuoco, ma gli altri scapparono. I funzionari palestinesi identificarono il morto come il ventunenne Asem Rihan, membro di Hamas e studente dell'Università Al Najah di Nablus.
11 persone furono uccise nell'attacco e circa 30 rimasero ferite.

## Il secondo attentato
Nel pomeriggio del 16 luglio 2002, tre militanti palestinesi armati travestiti da soldati israeliani piazzarono una bomba sul ciglio della strada accanto alla strada per Immanuel, circa 200 metri prima dell'ingresso nel paese, dopodiché, tesero un'imboscata a un autobus in viaggio da Bnei Brak.
Verso le 15:00 un autobus blindato Dan della linea 189, diretto a Immanuel da Bnei Brak, si avvicinò al sito mentre la bomba sul ciglio della strada esplose. A seguito dell'esplosione, l'autobus fu fermato. Gli aggressori spararono contro l'autobus e lanciarono bombe a mano contro i passeggeri attraverso il tetto e le finestre.
Nove persone furono uccise nell'attacco e 20 persone subirono ferite di vario grado.